# Джим Ард
Джиммі Лі Ард (англ. Jimmie Lee Ard; нар. 9 вересня 1948, Сіетл) — американський професіональний баскетболіст, що грав на позиціях центрового і важкого форварда за декілька команд НБА. Чемпіон НБА.

## Ігрова кар'єра
На університетському рівні грав за команду Цинциннаті (1967—1970). Тричі був членом символічної збірної конференції, а 1970 року визнавався її найкращим баскетболістом. 1966 року був введений до Зали слави університету.
1970 року був обраний у першому раунді драфту НБА під загальним 6-м номером командою «Сіетл Суперсонікс» та під 4-м номером драфту АБА командою «Нью-Йорк Нетс». Професійну кар'єру розпочав 1970 року виступами у складі команди «Нью-Йорк Нетс» з АБА, за яку грав протягом 3 сезонів.
Згодом виступав за «Мемфіс Темс».
Виступи в НБА розпочав 1974 року виступами за «Бостон Селтікс», захищав кольори команди з Бостона протягом наступних 3 сезонів. 1976 року став чемпіоном НБА у його складі.
Другою і останньою ж командою в кар'єрі гравця стала «Чикаго Буллз», до складу якої він приєднався 1977 року і за яку відіграв один сезон.